# Hughes & Kettner ATS 100
Der ATS 100 ist ein Gitarrenverstärker der Firma Hughes & Kettner. Er wurde ab 1988 produziert und war der erste dieser Firma in Hybrid-Bauweise. Richtungsweisend war die Verwendung von Röhren in der Vorstufe und Transistoren in der Endstufe. Bei früheren Hybridverstärkern war die Aufteilung umgekehrt. Die Bauweise des ATS 100 hat den Vorteil, vor allem bei verzerrten Sounds den Vollröhrenverstärkern qualitativ recht nahezukommen – im Gegensatz zu reinen Transistorverstärkern, die für ihren „kalten“ Sound bei Gitarristen oft verpönt sind – gleichzeitig jedoch die größten Vorteile der Transistorverstärker zu bieten, ein geringeres Gewicht und eine billigere Produktion.

## Technik
Der ATS 100 ist mit zwei Kanälen ausgestattet: Einem Cleankanal für saubere, klare Klänge und einem Tubekanal, der in Röhrentechnik für verzerrte Klänge sorgt.

### Cleankanal
Der Cleankanal ist in einer typischen Transistorschaltung ausgelegt. Zusätzlich verfügt dieser Kanal über einen eingebauten Kompressor, der über den Volumenregler des Kanales und einen zusätzlichen Knopf reguliert wird.

### Tubekanal
Bei dieser Hybridschaltung im ATS 100 erzeugt eine Röhre die Klangcharakteristik des Vorverstärkers und eine weitere Röhre die Klangcharakteristik der Endstufe, wobei die eigentliche Verstärkung des Gitarrensignals für beide Kanäle durch einen Transistorverstärker in MOSFET-Schaltung erbracht wird. Hierdurch können typische Endstufenverzerrungen durch eine Röhrenschaltung – auch bei kleinen Lautstärken – realisiert werden.
Durch einen Booster kann die Vorstufe zusätzlich übersteuert werden. Weiterhin wird der Kanal durch eine Equalizerschaltung, ähnlich wie beim Mark IV von Mesa/Boogie, ergänzt.

### Sonstiges
Beide Kanäle verfügen über eigene Volumen- und Reverbregler. Mit letzterem wird der Hallanteil der eingebauten Federhallspirale reguliert. Die Gesamtlautstärke wird durch einen kanalübergreifenden Volumenregler reguliert.
Weitere Gitarrenverstärkerhersteller folgtem dem Prinzip der Hybridschaltung von Röhre(n) zur Klangerzeugung und Transistorendstufe zur Verstärkung, wie zum Beispiel Marshall mit seiner Valvestate-Serie.

## Modelle
Der Verstärker wurde sowohl als 100-Watt-Combo mit einem 12"-Gitarrenlautsprecher angeboten als auch als 100-Watt-Topteil. Die Gehäuse wiesen die damals für Hughes & Kettner typische dunkelblaue und robuste Beflockung auf.